# So Many Tears
«So Many Tears» — второй сингл Тупака Шакура из альбома «Me Against the World». Данная композиция вошла в сборник лучших хитов Тупака Шакура (Greatest Hits). Также данную композицию можно услышать в документальном фильме Bastards of the Party.
На композицию был снят видеоклип, в котором не было Тупака (из-за тюремного срока), но был актёр полностью исполнивший роль Тупака. Лицо актёра в клипе по случайности не видно.
Семпл — «That Girl» в исполнении Стиви Уандера.

## Дорожки
- Макси-сингл

1. «So Many Tears» — 3:59
2. «So Many Tears» (Key of Z remix) — 4:23
3. «So Many Tears» (Reminizm’ remix) — 4:23
4. «Hard to Imagine» — 4:42 Dramacydal
5. «If I Die 2Nite» — 3:56

- Промо 12"

Сторона «А»
1. «So Many Tears»
2. «So Many Tears» (Moe Z. radio friendly club mix)
3. «So Many Tears» (instrumental)

Сторона «Б»
1. «If I Die 2Nite»
2. «If I Die 2Nite» (instrumental)
3. «So Many Tears» (Squeaky clean version)

## Позиции в чартах
| Чарт (1995)                                       | Высшая позиция |
| ------------------------------------------------- | -------------- |
| US Billboard Hot 100                              | 44             |
| US Hot Dance Music/Maxi-Singles Sales (Billboard) | 41             |
| US Hot R&B/Hip-Hop Singles & Tracks (Billboard)   | 21             |
| US Hot Rap Singles (Billboard)                    | 6              |